# Kirkwood, Kalifornien
Kirkwood är en ort i Alpine County i delstaten Kalifornien, USA.